# Umri muški 4.0
Umri muški 4.0 (eng. Live Free or Die Hard) je četvrti nastavak filmskog serijala Umri muški  Lena Wisemana iz 2007. s  Bruceom Willisom u ulozi Johna McClanea, protagonista prva tri filma. Priča se odvija nekih 19 godina poslije prvog filma, a McClane se ovaj put suočava sa skupinom cyber terorista.

## Radnja
Na početku filma, teroristi upadaju u FBI-jev kompjuterski sustav. Thomas Gabriel (Timothy Olyphant), mozak operacije, ubija hakere kako im ne bi morao platiti za doprinos. FBI, nesvjestan ubojstava, otprema  njujorškog policijskog detektiva Johna McClanea (Bruce Willis) da posjeti poznatog hakera, Matthewa Farrella (Justin Long), kao dio njihove istrage o razbijanju sustava. Gabrielovi ljudi pokušavaju ubiti McClanea i Farrella, ali ovi uspijevaju pobjeći. McClane šalje Farrella u sjedište FBI-ja u Washington, čiji se šef, pomoćnik direktora Bowman (Cliff Curtis), nalazi usred prekida prometnog sustava u gradu. Ubrzo se ruši burza.
McClaneu je zapovjeđeno da odvede Farrella u program zaštite, a Gabriel šalje još ubojica kako bi ubili dvojac. McClane i Farrell ponovno izbjegavaju ubojstva, a kako prijeti propast državne infrastrukture, Farrell kaže McClaneu kako će teroristi pokušati srušiti sve važne ustanove u zemlji. Detektiv i haker odlaze u elektranu u  Zapadnu Virginiju, gdje otkrivaju da su teroristi već tamo. McClane se suprotstavlja teroristima dok Farrell popravlja štetu koju su teroristi nanijeli kompjuterskom sustavu. Kontaktira ih Gabriel, koji saznaje da je McClane ubio njegovu ljubavnicu Mai Linh (Maggie Q) i ljutito preusmjerava plinske cijevi kako bi uništio elektranu u eksploziji plina. McClane i Farrell opet bježe, a na Farrellov savjet, dvojac posjećuje njegova prijatelja hakera Čarobnjaka (Kevin Smith) kako bi ga zatražili za pomoć. U Čarobnjakovu domu, saznaju o Gabrielovoj pozadini i pokušavaju upasti u teroristički sustav. Gabriel nazove detektiva u Čarobnjakovu stanu preko web kamere i pokazuje mu da drži njegovu kćer Lucy (Mary Elizabeth Winstead) kao taokinju. Dok McClane razgovorom skreće pozornost Gabrielu, Čarobnjak otkriva Gabrielovu lokaciju, otetu zgradu NSA (Nacionalna sigurnosna agencija).
McClane i Farrell odlaze u zgradu NSA. Detektiv se sukobljava s teroristima dok Farrell otkriva i pokušava poremetiti Gabrielov plan da ukrade financijske informacije iz servera u zgradi. Farrell uspijeva odbiti teroriste u njihovu pokušaju, ostavljajući zadatak nedovršenim, ali ga teroristi uzimaju za taoca. S McClaneom koji ih prati, Gabriel i njegovi ljudi napuštaju zgradu sa svojim taocima. McClane uspijeva oteti jedan od kamiona za bijeg i daje se u potjeru za Gabrielom i njegovim taocima. Gabriel upada u zrakoplovni sustav kako bi naredio napad aviona F-35 na McClaneov kamion. Ovaj prati Gabriela do skladišta, gdje teroristi prisiljavaju Farrella da poništi kodiranu poruku koju je prethodno unio. McClane i Farrell ubijaju Gabriela i njegove ljude prije nego što su prisilili Farrella da dešifrira kod, riješivši tako krizu. Ubrzo stiže FBI kako bi se pobrinuo za Farrellove i McClaneove rane, kao i one njegove kćeri. Posljednja scena prikazuje McClanea i njegovu kćer kako odlaze u kolima hitne pomoći.

## Glumci
| Glumac                  | Uloga                 |
| ----------------------- | --------------------- |
| Bruce Willis            | John McClane          |
| Justin Long             | Matt Farrell          |
| Timothy Olyphant        | Thomas Gabriel        |
| Cliff Curtis            | Miguel Bowman         |
| Graham Greene           | Policajac Joe Lambert |
| Maggie Q                | Mai Linh              |
| Mary Elizabeth Winstead | Lucy McClane          |
| Tim Russ                | Agent Summers         |
| Kevin Smith             | Čarobnjak / Freddie   |
| Christina Chang         | Taylor                |
| Yorgo Constantine       | Russo                 |
| Andrew Friedman         | Casper                |
| Sung Kang               | Raj                   |
| Matt O'Leary            | Clay                  |
| Cyril Raffaelli         | Rand                  |
| Jonathan Sadowski       | Trey                  |

## Produkcija
Radnja filma temeljena je na ranijem scenariju nazvanom WWW3.com Davida Marconija, scenarista  Državnog neprijatelja. Koristeći članak iz časopisa Wired nazvan "Zbogom oružje" Johna Carlina, Marconi je napisao scenarij o cyber-terorističkom napadu na SAD. Nakon napada  11. rujna, projekt je stavljen na čekanje, da bi oživio nekoliko godina poslije. Poslije su ga za film prilagodili Doug Richardson i Mark Bomback.
Willis je 2005. rekao kako će se film zvati Die Hard 4.0, jer se vrti oko računala. IGN je kasnije objavio kako bi se film trebao zvati Die Hard: Reset. Studio 20th Century Fox je kasnije najavio naslov Live Free or Die Hard te odredio premijeru 29. lipnja 2007. Naslov je temeljen na krilatici države New Hampshire, "Živi slobodno ili umri". Međunarodni foršpani koriste naslov Die Hard 4.0, jer je film objavljen pod tim naslovom izvan  Sjeverne Amerike.
Snimanje filma počelo je u centru Baltimorea, Maryland, 23. rujna 2006. Willis je ozlijeđen 24. siječnja 2007. tijekom snimanja scene tučnjave, kad je dobio udarac iznad desnog oka. Ozljeda nije bila ozbiljna, a Willis je posjetio liječnika i ostao kući do kraja dana.
Willisov dubler kaskader, Larry Rippenkroeger, bio je teško ozlijeđen kad je s nekih 7 metara pao na asfalt. Slomio je nekoliko kostiju na licu i oba ručna zgloba. Produkcija je privremeno prekinuta. Willis je unajmio hotelske sobe za Rippenkrogerove roditelje i često ga posjećivao u bolnici.
McClaneova kćer trebala se pojaviti u Umri muški 3, a na kraju se pojavila u videoigri Die Hard: Vendetta. Spekuliralo se da je prava kćer Brucea Willisa Rumer, koja rođena iste godine kad je objavljen originalni Umri muški, prvi izbor za ulogu Lucy McClane. Na audiciji za ulogu su bile Jessica Simpson, Wafah Dufour i Britney Spears; jedna od kandidatkinja bila je i Paris Hilton, kao i Taylor Fry, koja je glumila Lucy u prvom filmu 1988. Uloga Lucy na kraju je otišla Mary Elizabeth Winstead.

## Kritike
Film je zaradio dobre kritike u Washington Postu i IGN-u (koji je filmu dao četiri od pet zvjezdica). Na stranici Ebert i Roeper, filmski kritičar Richard Roeper i gošća kritičarka Katherine Tulich su dali filmu "Dva palca gore", uz Roeperovu primjerdbu da film "nije najbolji Umri muški, ali je zabavan". Michael Medved dao je filmu tri i pol od četiri zvjezdice, dodavši, "pametan scenarij i spektakularni specijalni efekti čine ovaj film najboljim u serijalu."

## Vanjske poveznice
- Umri muški 4.0 u internetskoj bazi filmova IMDb-a
- Umri muški 4.0 na Rotten Tomatoes
- Recenzija filma u časopisu Famoso  Arhivirana inačica izvorne stranice od 28. rujna 2007. (Wayback Machine)
- Recenzija filma na iomtoday.co.im
- Recenzija filma na Dreamlogic.net  Arhivirana inačica izvorne stranice od 13. kolovoza 2011. (Wayback Machine)
- Recenzija filma na ZonaFreak.com.ar (španjolski)
- "A Farewell to Arms", članak u časopisu Wired na kojem je temeljen scenarij
- Foršpan filma na Yahoo! Movies